# پورتر هایتس (تگزاس)
پورتر هایتس (به انگلیسی: Porter Heights) یک منطقهٔ مسکونی در ایالات متحده آمریکا است که در شهرستان مونتگومری، تگزاس واقع شده‌است. پورتر هایتس ۸٫۲ کیلومتر مربع مساحت و ۱٬۶۵۳ نفر جمعیت دارد و ۳۸ متر بالاتر از سطح دریا واقع شده‌است.